# Bawai Soro
Bawai Soro (* 3. März 1954 in Kirkuk, Irak) ist ein irakischer Geistlicher und emeritierter Bischof der chaldäisch-katholischen Eparchie Mar Addai of Toronto.

## Leben
Bawai Soro empfing am 21. Februar 1982 in der Assyrischen Kirche des Ostens das Sakrament der Priesterweihe. Am 21. Oktober 1984 empfing Soro die Bischofsweihe. Er wurde Bischof der Assyrischen Kirche des Ostens für den Westen der Vereinigten Staaten. Zudem war Bawai Soro in der Assyrischen Kirche des Ostens Verantwortlicher für Ökumene. Am 31. Oktober 2008 wurde Bawai Soro auf einer im Irak versammelten Bischofssynode der Assyrischen Kirche des Ostens exkommuniziert. Soro konvertierte daraufhin zur chaldäisch-katholischen Kirche. Bawai Soro übte seitdem pastorale Aufgaben in der Eparchie Saint Peter the Apostle of San Diego aus.
Papst Franziskus ernannte ihn am 11. Januar 2014 zum Titularbischof von Foratiana und bestellte ihn zum Weihbischof in der Eparchie Saint Peter the Apostle of San Diego.
Am 31. Oktober 2017 ernannte ihn Papst Franziskus zum Bischof von Mar Addai of Toronto. Die Amtseinführung fand am 29. November desselben Jahres statt.
Am 14. September 2019 ernannte ihn Papst Franziskus zum Konsultor der Kongregation für die orientalischen Kirchen.
Am 11. September 2021 nahm Papst Franziskus seinen vorzeitigen Rücktritt an.